# Spelaeiacris tabulae
Spelaeiacris tabulae är en insektsart som beskrevs av Louis Albert Péringuey 1916. Spelaeiacris tabulae ingår i släktet Spelaeiacris och familjen grottvårtbitare. Inga underarter finns listade i Catalogue of Life.